# Mia Wünsch
Mia Wünsch (* 2006 oder 2007 in Deutschland) ist eine deutsche Reiterin, die an den Special Olympics World Summer Games 2023 in Berlin teilnahm und drei Medaillen gewann.

## Leben und Karriere
Wünsch begann im Alter von acht Jahren mit Reittherapie. Seitdem nimmt sie für ihren Verein Reittherapie Kreis Unna e.V. regelmäßig an Reitturnieren teil. Sie trainiert auf der Reitanlage Schwert in Werne (Stand 2023).
2022 nahm sie an den Special Olympics Deutschland Sommerspielen teil, wo sie zwei Goldmedaillen, eine Silber- und eine Bronzemedaille gewann. Im selben Jahr machte sie auch ihr Reitabzeichen. Zuvor hatte sie an den Special Olympics Reit-Wettbewerben 2017 in Neuss, 2018 in Kiel, 2019 in Hamm und 2022 in Bonn teilgenommen. Bei Wettbewerben tritt sie in den Disziplinen Dressur, Springen und Vielseitigkeit an.
Durch ihre guten Leistungen qualifizierte sie sich für die Special Olympics World Summer Games 2023 in Berlin und wurde Teil der zwölfköpfigen Reit-Equipe Deutschlands. Für die Weltspiele wurde Wünsch von dem Unternehmen Schufa Holding AG unterstützt. Von ihrer Heimatstadt Werne wurde sie für das Jahr 2023 Sportlerin des Jahres.
Bei den World Games 2023 gewann Wünsch in der Dressur mit 74,70 Punkten in ihrer Kategorie (Level C I, D05) die Bronzemedaille sowie in der Geschicklichkeit und im Reitwettbewerb jeweils die Goldmedaille.
Mia Wünsch gab an, dass die Dressurreiterin Charlotte Fry ihr Vorbild sei.